# Równa Góra (Pagóry Jaworznickie)
Równa Góra, Równa Górka – wzgórze o wysokości 318,24 m n.p.m. Znajduje się w Jaworznie na osiedlu Skałka. Na szczycie umieszczony jest krzyż "Stojałowczyków" wybudowany przez jaworznickich górników w 1921 r. w celu uczczenia księdza Stanisława Stojałowskiego.